# دو نفر برای پول
دو نفر برای پول (به انگلیسی: Two for the Money) فیلمی در ژانر درام و جنایی به کارگردانی دی جی کاروسو و نویسندگی دن گیلروی است که در سال ۲۰۰۵ منتشر شد.

## داستان
براندون (متیو مک‌کانهی) یک بازیکن معروف فوتبال آمریکایی، ولی در یکی از مسابقات دچار مصدومیت شدید می‌شود و مجبور به خانه‌نشینی می‌گردد. براندون تصمیم می‌گیرد که در بنگاه شرط‌بندی مشغول به کار شود. از آنجا که او خود یک ورزشکار تمام‌عیار بوده است، بیشتر پیش‌بینی‌هایش درست از آب درمی‌آید، تا جایی که نظر والتر (آل پاچینو)، رئیس یکی از بزرگ‌ترین بنگاه‌های شرط‌بندی را در نیویورک به خود جلب می‌کند و آیندهٔ جدیدی را پیشِ روی خود می‌بیند…

## بازیگران
- آل پاچینو در نقش والتر آبرامز
- متیو مک‌کانهی در نقش براندون لنگ
- رنه روسو در نقش تونی آبرامز
- آرماند آسانته
- کارلی پوپ در نقش تَمی
- جرمی پیون
- جیمی کینگ در نقش الکساندریا
- جیمز کرک
- کوین چاپمن
- آدریان هولمز
- سوزان وارد